# SOKO Kitzbühel
SOKO Kitzbühel, es una serie de televisión austríaca estrenada el 15 de noviembre del 2001 por medio de las cadenas ORF y ZDF. "SOKO", es una abreviatura para el término "Sonderkommission" (en español: Comisión Especial de la Policía).
La serie ha contado con la participación invitada de los actores Volker Bruch, Florentine Lahme, Hendrik Duryn, Michael Lesch, Michael Steinocher, Florian Fitz, Fritz Karl, Franz Xaver Brückner, Simone Hanselmann, Ruth Maria Kubitschek, Valerie Niehaus, Bruno Bruni Jr., Nikolaus Barton, Ilja Richter, Stefano Bernardin, Francis Fulton-Smith, Julia Thurnau, Huub Stapel, Bettina Zimmermann, Franziska Weisz, Hary Prinz, Simone Hanselmann, entre otros...

## Historia
La serie sigue a los oficiales de la unidad de crímenes de la Comisión Especial de la Policía. El equipo generalmente tiene que resolver casos de asesinatos inusuales y complicados que con frecuencia involucran a miembros de la alta sociedad, alrededor de Kitzbühel en Austria.

## Personajes

### Personajes Principales
| Actor            | Personaje          | Ocupación         | N.º de episodios | Duración        |
| ---------------- | ------------------ | ----------------- | ---------------- | --------------- |
| Ferry Öllinger   | Kroisleitner       | Inspector en Jefe | 174              | 2001-presente   |
| Heinz Marecek    | Hannes Kofler      | -                 | 170              | 2001-presente   |
| Andrea L’Arronge | Isabelle Schönberg | Condesa           | 170              | 2001-presente   |
| Jakob Seeböck    | Lukas Roither      | Mayor             | 65               | 2009-presente   |
| Julia Cencig     | Nina Pokorny       | Mayor             | 6                | 2015 - presente |

### Personajes Recurrentes
| Actor           | Personaje | Ocupación                 | N.º de episodios | Duración        |
| --------------- | --------- | ------------------------- | ---------------- | --------------- |
| Christine Klein | Haller    | Doctor / Patólogo Forense | 135              | 2005 - presente |

### Antiguos Personajes Principales
| Actor             | Personaje     | Ocupación        | N.º de episodios | Duración    | Estado | Causa |
| ----------------- | ------------- | ---------------- | ---------------- | ----------- | ------ | ----- |
| Kristina Sprenger | Karin Kofler  | Teniente Coronel | 170              | 2001 - 2014 | -      | -     |
| Hans Sigl         | Andreas Blitz | Mayor            | 63               | 2001 - 2006 | -      | -     |
| Andreas Kiendl    | Klaus Lechner | Mayor            | 47               | 2006 - 2010 | -      | -     |

### Antiguos Personajes Recurrentes
| Actor            | Personaje        | Ocupación  | N.º de episodios | Duración    |
| ---------------- | ---------------- | ---------- | ---------------- | ----------- |
| Anja Stöhr       | Silvia Pfaundler | Doctora    | 32               | 2001 - 2005 |
| Eva Maria Marold | Eva              | Inspectora | 12               | 2002 - 2003 |

## Producción
La serie es uno de los spin-offs de la serie original alemana SOKO 5113. 
La serie ha sido dirigida por Michael Zens, Gerald Liegel, Martin Kinkel, Georg Schiemann, Carl Lang, Olaf Kreinsen, Stefan Klisch, Regina Huber, entre otros... Asçi como la participación de los escritores Martin Ambrosch, Karl Benedikter, Alrun Fichtenbauer, Stefan Hafner, Eva Rossmann, Hermann Schmid, Alfred Paul Schmidt, Bernhard Schärfl, Ralph Werner, Hannes Wirlinger, entre otros...

### Emisiones en otros países
| País      | Título             | Cadena                  | Fecha de Inicio | Fecha de Finalización |
| --------- | ------------------ | ----------------------- | --------------- | --------------------- |
| Alemania  | -                  | 22 de enero de 2003     | -               | -                     |
| Austria   | -                  | 15 de noviembre de 2001 | -               | -                     |
| Finlandia | Kitzbühelin partio | 31 de mayo de 2003      | -               | -                     |

## Premios y nominaciones
| Año  | Categoría                           | Premio       | Nominados (as)     | Resultado |
| ---- | ----------------------------------- | ------------ | ------------------ | --------- |
| 2008 | Best Young Actor - Television Movie | Undine Award | Michael Steinocher | Ganó      |
| 2008 | Favorite Actor/Actress in a Series  | Romy Award   | Heinz Marecek      | Nominado  |
| 2008 | Favorite Actor/Actress in a Series  | Romy Award   | Kristina Sprenger  | Nominada  |
| 2007 | Favorite Actor/Actress in a Series  | Romy Award   | Heinz Marecek      | Nominado  |
| 2007 | Favorite Actor/Actress in a Series  | Romy Award   | Kristina Sprenger  | Nominada  |
| 2006 | Favorite Actor in a Series          | Romy Award   | Heinz Marecek      | Nominado  |
| 2006 | Favorite Actress in a Series        | Romy Award   | Kristina Sprenger  | Nominada  |
| 2004 | Favorite Actor in a Series          | Romy Award   | Heinz Marecek      | Nominado  |
| 2003 | Favorite Female Shooting Star       | Romy Award   | Kristina Sprenger  | Ganó      |